# Liste der Biografien/Moli
Liste der Biografien |
Portal Biografien |
Personensuche
# |
A |
B |
C |
D |
E |
F |
G |
H |
I |
J |
K |
L |
M |
N |
O |
P |
Q |
R |
S |
T |
U |
V |
W |
X |
Y |
Z |
?
 
Ma |
Mb |
Mc |
Md |
Me |
Mf |
Mg |
Mh |
Mi |
Mj |
Mk |
Ml |
Mm |
Mn |
Mo |
Mp |
Mq |
Mr |
Ms |
Mt |
Mu |
Mv |
Mw |
Mx |
My |
Mz
 
Moa |
Mob |
Moc |
Mod |
Moe |
Mof |
Mog |
Moh |
Moi |
Moj |
Mok |
Mol |
Mom |
Mon |
Moo |
Mop |
Moq |
Mor |
Mos |
Mot |
Mou |
Mov |
Mow |
Mox |
Moy |
Moz
 
Mola |
Molb |
Molc |
Mold |
Mole |
Molf |
Molg |
Molh |
Moli |
Molj |
Molk |
Moll |
Molm |
Moln |
Molo |
Mols |
Molt |
Molu |
Molv |
Molw |
Moly |
Molz
Die Liste der Biografien führt alle Personen auf, die in der deutschsprachigen Wikipedia einen Artikel haben. Dieses ist eine Teilliste mit 259 Einträgen von Personen, deren Namen mit den Buchstaben „Moli“ beginnt.

## Moli
- Moli i Serra, Domènec (* 1933), katalanischer Schriftsteller, Kunstkritiker, Drucker und Verleger
- Moli, Josias, vanuatuischer Politiker

### Molia
- Molia, Burty (* 1976), fidschianischer Badmintonspieler
- Molia, Filivai (* 1972), fidschianischer Badmintonspieler

### Molic
- Mölich-Zebhauser, Andreas (* 1952), deutscher Opernintendant

### Molid
- Molid, Mari (* 1990), norwegische Handballspielerin

### Molie
- Molie, Mădălina (* 1996), rumänische Gewichtheberin
- Molien, Theodor (1861–1941), deutscher Mathematiker
- Molier, Ricky (* 1976), niederländischer Rollstuhltennisspieler
- Molière († 1673), französischer Komödiendichter, Theaterregisseur und SchauspielerMolière († 1673)

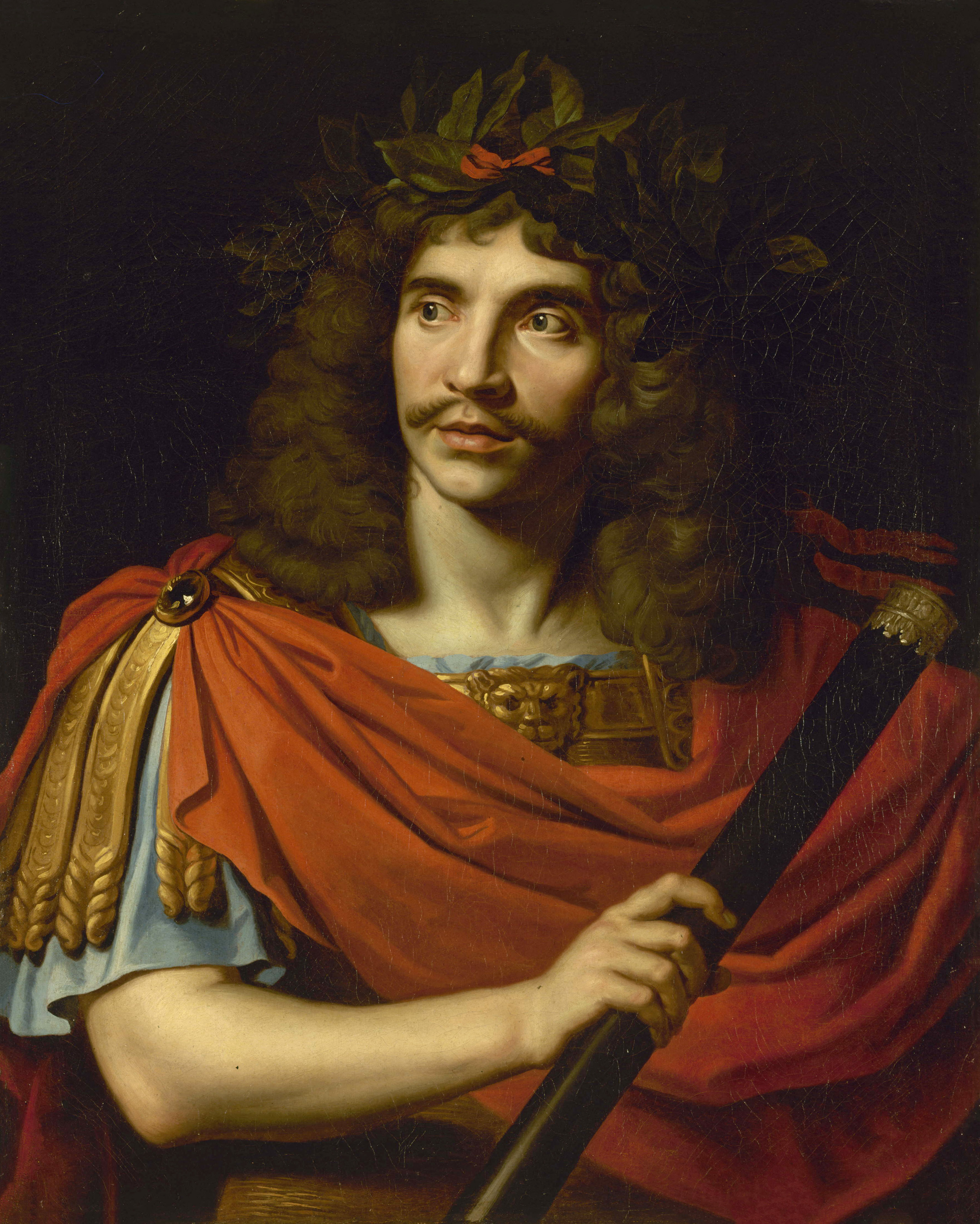
Molière († 1673)

- Molière, Gert (1909–1964), deutscher Physiker
- Molière, Marinus Jan Granpré (1883–1972), niederländischer Architekt und Städtebauer
- Molieri Bermúdez, Lillian (1925–1980), nicaraguanische Schauspielerin

### Molig
- Moliga, Lolo Letalu Matalasi (* 1947), US-amerikanischer Politiker
- Molignoni, Decio (1915–2005), italienischer Politiker (Südtirol)

### Molij
- Molijn, Marie (1837–1932), niederländische Malerin
- Molijn, Pieter de (1595–1661), niederländischer Landschaftsmaler
- Molijn, Willem (1874–1957), niederländischer Fechter

### Molik
- Molik, Alicia (* 1981), australische Tennisspielerin

### Molin
- Molin, Alziro (1932–2023), italienischer Extrembergsteiger
- Molin, Artur (* 1977), deutscher Musicaldarsteller, Sänger und Schauspieler
- Molin, Auguste de (1821–1890), Schweizer Tier-, Jagd- und Reisemaler
- Molin, Francesca da, Dogaressa von Venedig (1312–1328)
- Molin, Francesco (1575–1655), Doge von Venedig (1646–1655)
- Molin, Jakob ben Moses haLevi († 1427), Talmudist und Posek (halachische Autorität)
- Molin, Johan (* 1976), schwedischer Eishockeyspieler
- Molin, Johan Peter (1814–1873), schwedischer Bildhauer
- Molin, Juri Nikolajewitsch (* 1934), russisch-mordwinischer Chemiker
- Molin, Lars (* 1956), schwedischer Eishockeyspieler und -trainer
- Molin, Magnus (* 1979), schwedischer Tischtennisspieler
- Molin, Marco (1758–1818), italienischer Politiker, Bürgermeister von Venedig
- Molin, Ola (* 1974), schwedischer Badmintonspieler
- Molin, Ole (1936–2024), dänischer Jazzmusiker (Gitarre)
- Molin, Ove (* 1971), schwedischer Eishockeyspieler und -trainer
- Molin, Pelle (1864–1896), schwedischer Schriftsteller und Maler
- Molin, Raffaele (1825–1887), italienischer Arzt und Parasitologe
- Molina Bedoya, Luis (1819–1873), guatemaltekischer Außenminister
- Molina Campos, Florencio (1891–1959), argentinischer Illustrator und Maler
- Molina Chamorro, Miguel (* 1972), spanischer Politiker der AxSI
- Molina Cosano, Carlos (* 1991), spanischer Handballspieler
- Molina Foix, Vicente (* 1946), spanischer Schriftsteller, Übersetzer, Cineast und Dramaturg
- Molina Gómez, José Antonio (* 1972), spanischer Althistoriker
- Molina i Casamajó, Francesc Daniel (1812–1867), katalanischer Architekt
- Molina Jaramillo, Ramón Darío (1935–2018), kolumbianischer Ordensgeistlicher und römisch-katholischer Bischof von Neiva
- Molina Mazariegos, Pedro José Antonio (1777–1854), guatemaltekischer Staatschef
- Molina Orantes, Adolfo (1915–1980), guatemaltekischer Politiker
- Molina Palma, Mario Alberto (* 1948), panamaischer Ordensgeistlicher, Erzbischof von Los Altos Quetzaltenango-Totonicapán
- Molina Pasquel, Roberto (1908–1977), mexikanischer Botschafter
- Molina Porras, José Luis, mexikanischer Fußballspieler
- Molina Ureña, José Rafael (1921–2000), dominikanischer Politiker, Staatspräsident der Dominikanischen Republik
- Molina, Adrian (* 1985), US-amerikanischer Drehbuchautor
- Molina, Alfio (* 1948), Schweizer Eishockeytorhüter
- Molina, Alfred (* 1953), britischer SchauspielerAlfred Molina (* 1953)

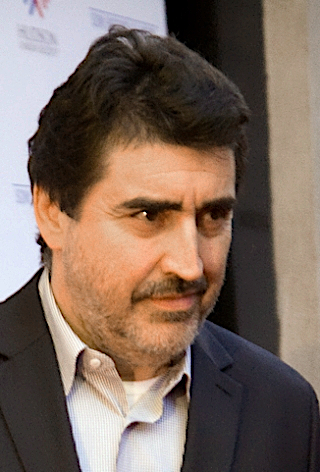
Alfred Molina (* 1953)

- Molina, Ángela (* 1955), spanische Schauspielerin
- Molina, Antonio, Schweizer Politiker, Militärführer in Graubünden und Autor
- Molina, Antonio (1928–1992), spanischer Schauspieler, Flamenco-Sänger
- Molina, Arturo Armando (1927–2021), salvadorianischer Präsident
- Molina, Atanasio (* 1995), Schweizer Eishockeyspieler
- Molina, Bayron (* 1993), honduranischer Boxer, Olympiateilnehmer
- Molina, Bengie (* 1974), puerto-ricanischer Baseballspieler
- Molina, Carlos Amado (* 1983), mexikanischer Boxer
- Molina, Catalina (* 1984), österreichische Filmregisseurin und Drehbuchautorin
- Molina, Daniela (* 1985), deutsche Synchronsprecherin
- Molina, Enrique (1919–1998), argentinischer Radrennfahrer
- Molina, Enrique (* 1968), spanischer Langstreckenläufer
- Molina, Eric (* 1982), US-amerikanischer Boxer
- Molina, Fabian (* 1990), Schweizer Politiker (JUSO/SP)Fabian Molina (* 1990)

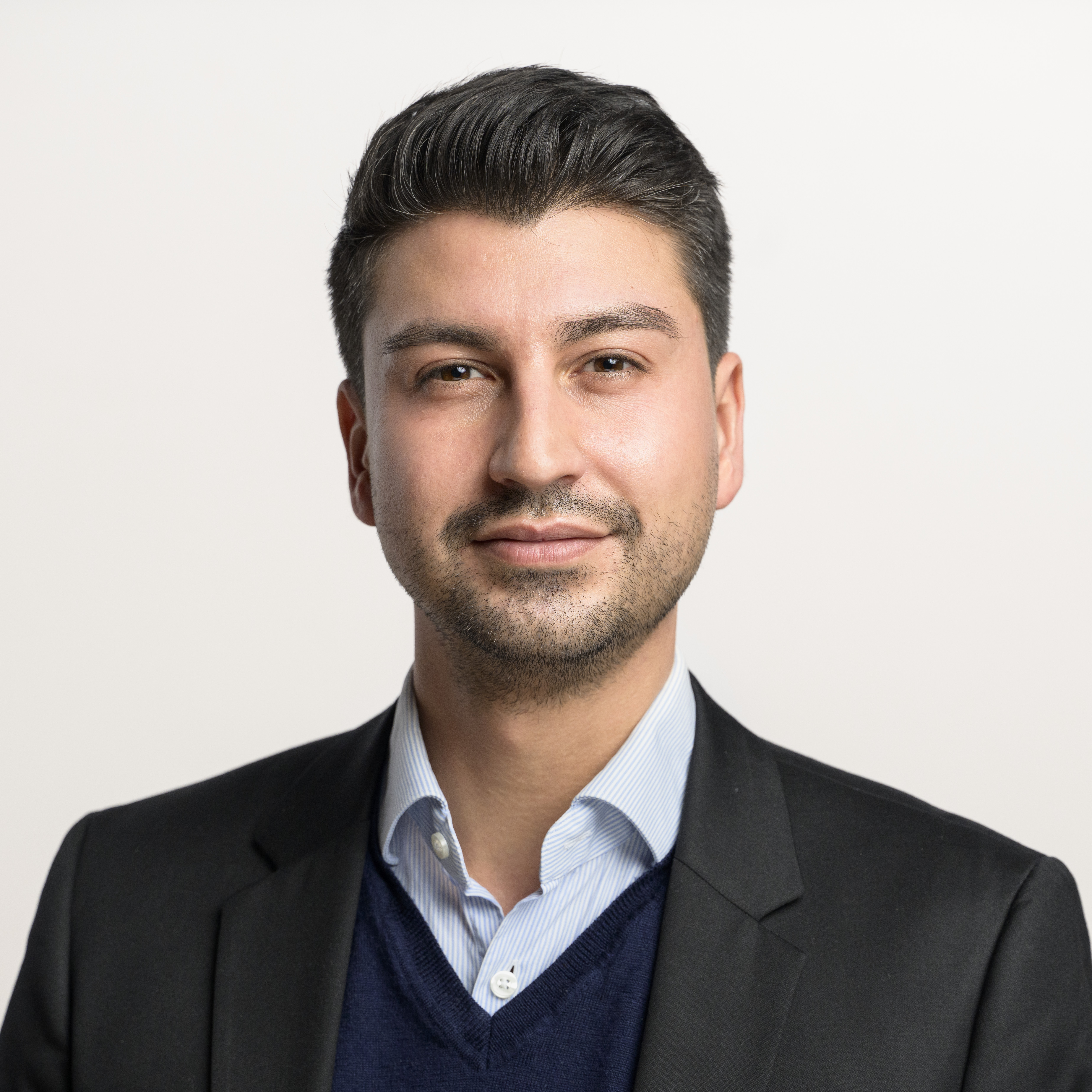
Fabian Molina (* 1990)

- Molina, Francisco (1930–2018), spanisch-chilenischer Fußballspieler
- Molina, Giuseppe (1931–2014), italienischer Tischtennisspieler
- Molina, Gonzalo (* 1995), argentinischer Radrennfahrer
- Molina, Iván (* 1946), kolumbianischer Tennisspieler
- Molina, Jason (1973–2013), US-amerikanischer Musiker
- Molina, Javier (* 1990), US-amerikanischer Boxer
- Molina, Jesús (* 1988), mexikanischer Fußballspieler
- Molina, Jhonatan (* 2003), peruanischer Langstreckenläufer
- Molina, John (* 1982), US-amerikanischer Boxer
- Molina, John John (* 1965), puerto-ricanischer Boxer
- Molina, José Antonio (* 1960), dominikanischer Dirigent, Komponist und Pianist
- Molina, José Francisco (* 1970), spanischer Fußballspieler
- Molina, Juan (* 1948), salvadorianischer Radrennfahrer
- Molina, Juan Francisco de (1779–1878), Supremo Director und Präsident von Honduras
- Molina, Juan Ignacio (1740–1829), chilenischer Priester und Naturforscher
- Molina, Juan Manuel (* 1979), spanischer Geher
- Molina, Juana (* 1961), argentinische Singer-Songwriterin
- Molina, Julián (* 1993), argentinischer Leichtathlet
- Molina, Laura (* 1988), spanische Badmintonspielerin
- Molina, Luis (* 1959), argentinischer Rugbyspieler
- Molina, Luis de (1535–1600), spanischer Jesuit und Theologe
- Molina, Mario J. (1943–2020), mexikanischer Chemiker und Nobelpreisträger für ChemieMario J. Molina (1943–2020)

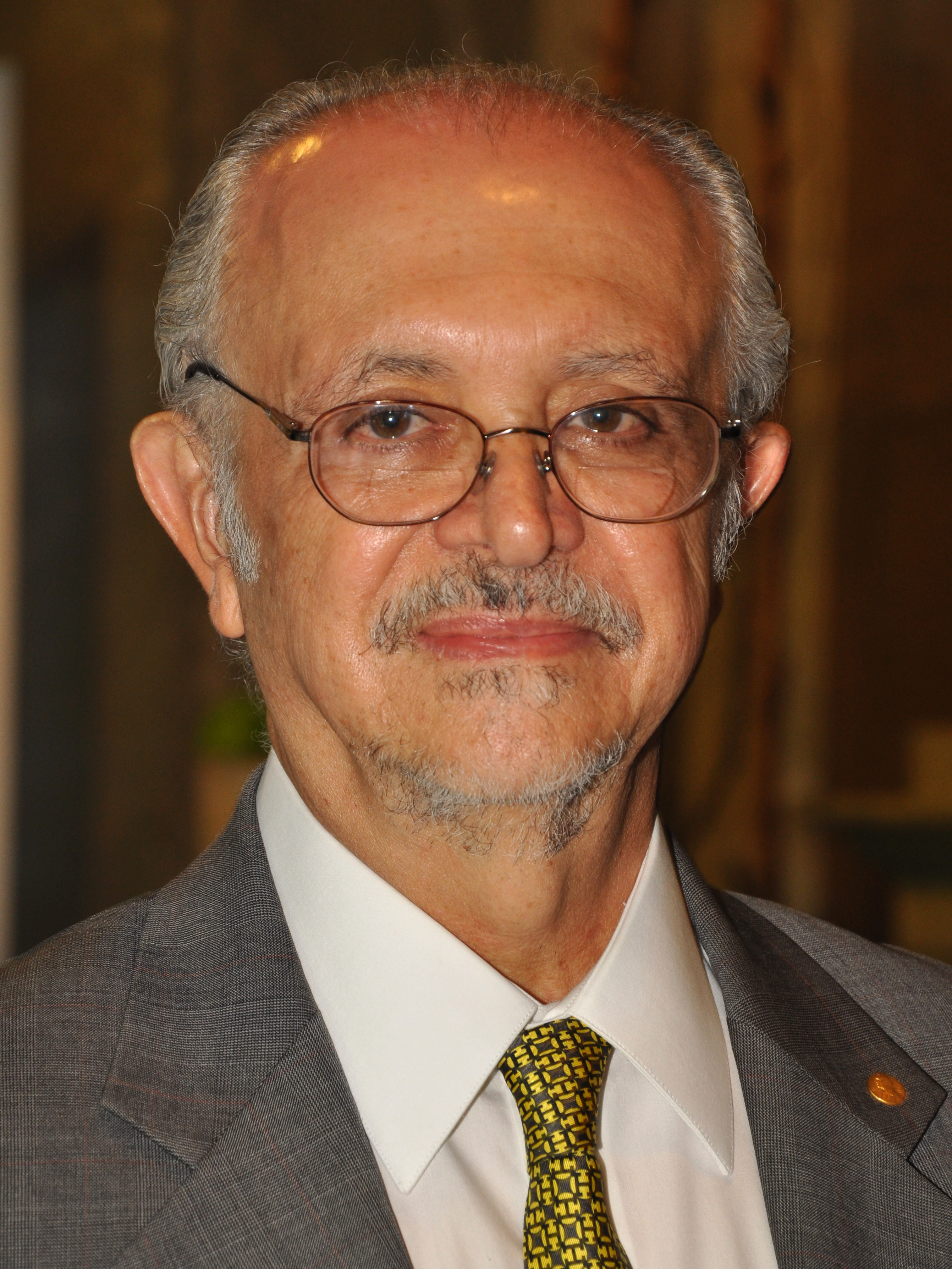
Mario J. Molina (1943–2020)

- Molina, Martín (* 1994), spanischer Boxer und Europameister
- Molina, Mauricio (* 1980), kolumbianischer Fußballspieler
- Molina, Mauricio (* 2001), chilenischer Radrennfahrer
- Molina, Mercedes de Jesús (1828–1883), Missionarin
- Molina, Miguel (* 1984), philippinischer Schwimmer
- Molina, Miguel (* 1989), spanischer Automobilrennfahrer
- Molina, Nahuel (* 1998), argentinischer Fußballspieler
- Molina, Natalia de (* 1990), spanische Schauspielerin
- Molina, Olivia (* 1946), deutsch-mexikanische Tango-, Folklore- und Schlager-Sängerin
- Molina, Óscar, chilenischer Fußballspieler
- Molina, Óscar (* 1990), mexikanischer Boxer
- Molina, Pablo (1965–2023), argentinischer Reggae-Musiker
- Molina, Pamela (* 1965), chilenische Aktivistin für die Rechte gehörloser und hörgeschädigter Menschen
- Molina, Rafael Leónidas Trujillo (1891–1961), dominikanischer Politiker und StaatschefRafael Leónidas Trujillo Molina (1891–1961)

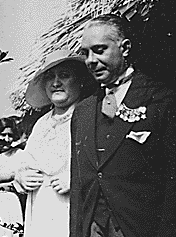
Rafael Leónidas Trujillo Molina (1891–1961)

- Molina, Roberto (* 1960), spanischer Segler
- Molina, Rocío (* 1984), spanische Flamenco-Tänzerin und Choreografin
- Molina, Salvatore (* 1992), italienischer Fußballspieler
- Molina, Scott (* 1960), US-amerikanischer Triathlet
- Molina, Silvia (* 1946), mexikanische Schriftstellerin und Kulturfunktionärin
- Molina, Tirso de (1579–1648), spanischer Dramatiker
- Molina, Vinicio, Parteivorsitzender der Communist Party of Australia und Gewerkschafter
- Molina, Yadier (* 1982), puerto-ricanischer Baseballspieler
- Molina-Prados, Sonia (* 1993), spanische Sprinterin
- Molinaeus, Petrus (1568–1658), reformierter Theologe und Hochschullehrer
- Molinar Horcasitas, Juan (1955–2015), mexikanischer Politikwissenschaftler und Politiker
- Molinar Simondy, Miguel (1892–1964), mexikanischer Offizier
- Molinar, Carmen (* 1965), deutsche Synchronsprecherin, SchauspielerinCarmen Molinar (* 1965)

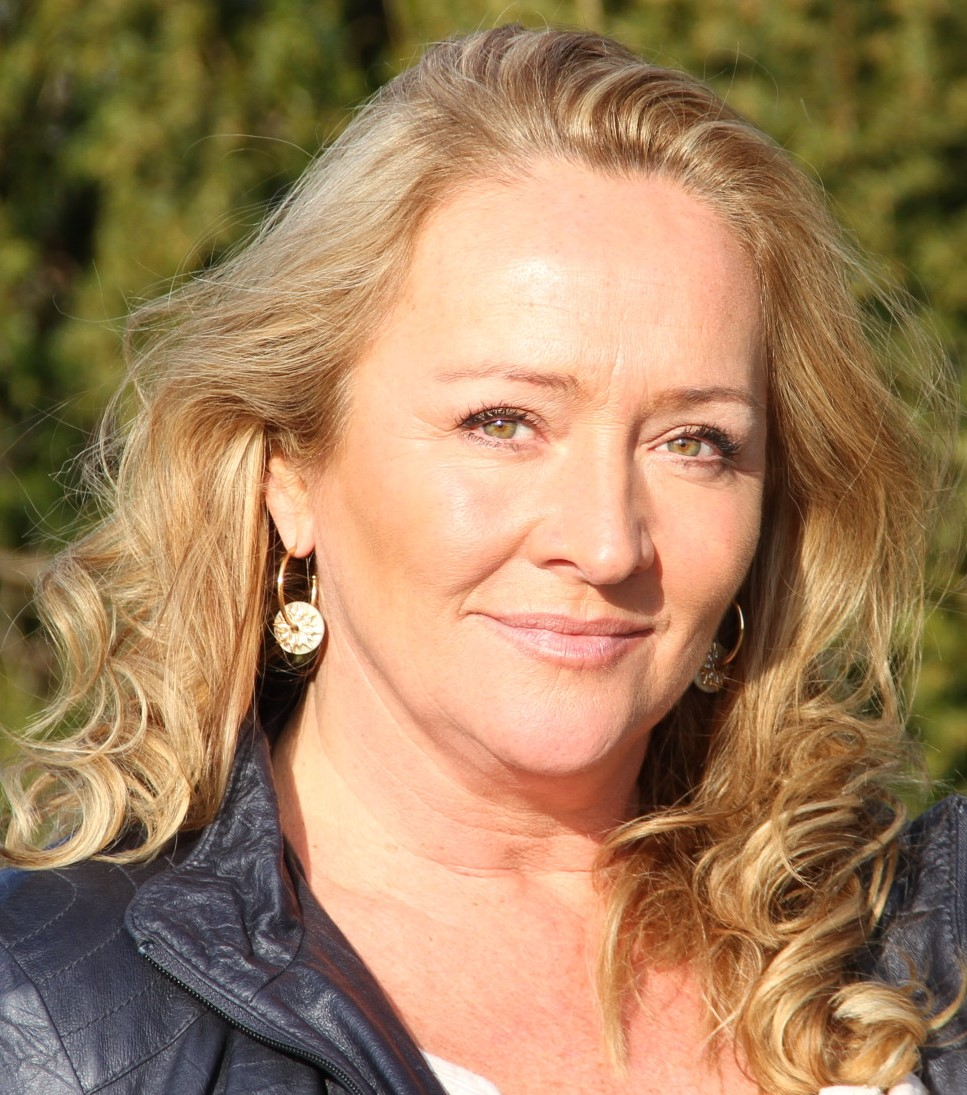
Carmen Molinar (* 1965)

- Molinare, Nicanor (1896–1957), chilenischer Komponist, Sänger, Schauspieler und Komiker
- Molinares, Tomás (* 1965), kolumbianischer Boxer
- Molinari, Aldo (1885–1959), italienischer Journalist, Filmregisseur und Theaterleiter
- Molinari, Antonio (1655–1704), italienischer Maler und Graphiker
- Molinari, Bernardino (1880–1952), italienischer Dirigent
- Molinari, Edoardo (* 1981), italienischer Berufsgolfer
- Molinari, Ernesto (* 1956), Schweizer Klarinettist und Komponist
- Molinari, Eugenio (* 1936), italienischer Ingenieur und Speedboatfahrer
- Molinari, Francesco (* 1982), italienischer BerufsgolferFrancesco Molinari (* 1982)

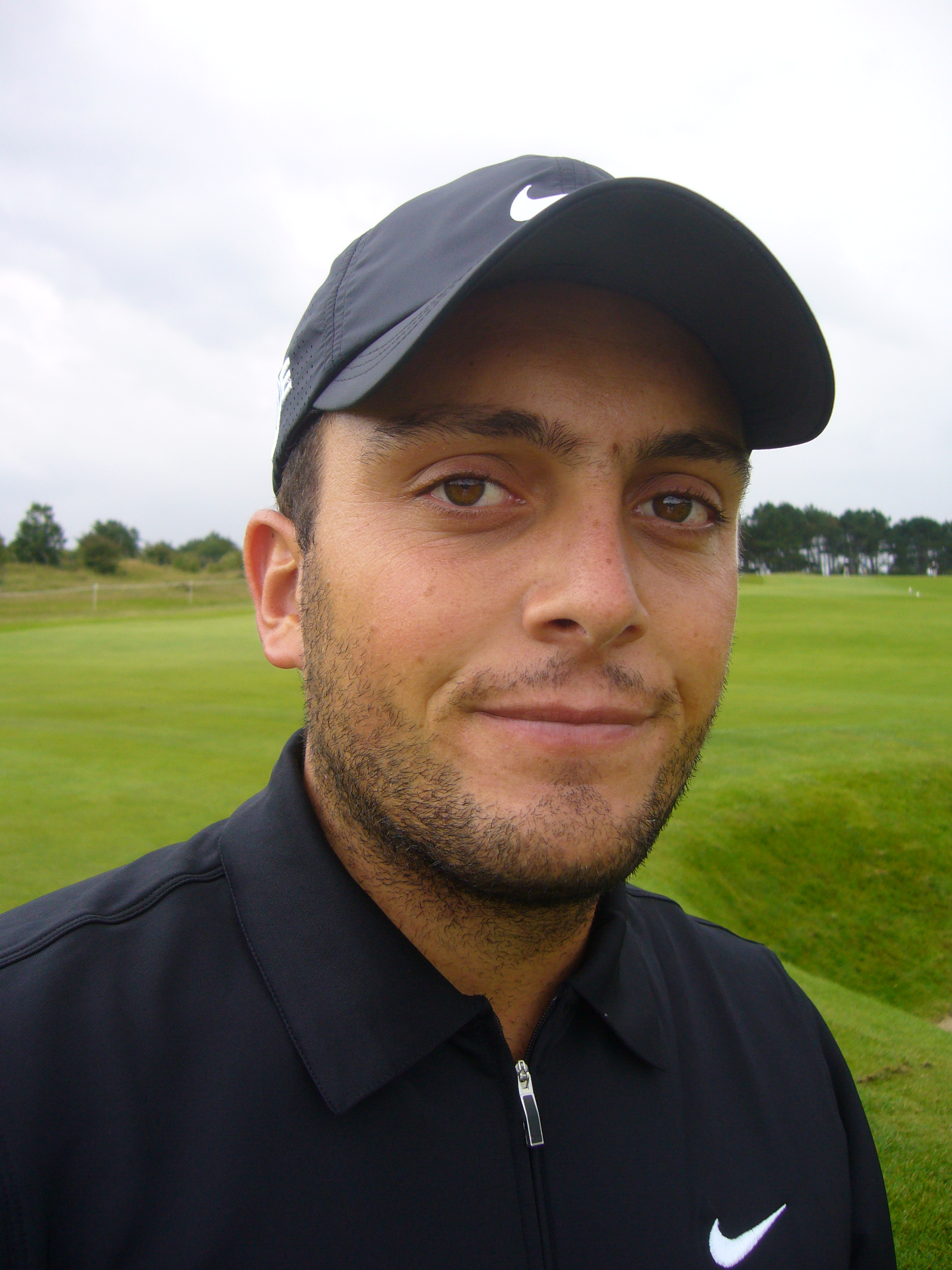
Francesco Molinari (* 1982)

- Molinari, Gianna (* 1988), Schweizer Schriftstellerin
- Molinari, Giulio (* 1988), italienischer Triathlet
- Molinari, Giuseppe (* 1938), italienischer Bischof
- Molinari, Guido (1933–2004), kanadischer Maler und Grafiker
- Molinari, Gustave de (1819–1912), belgischer Ökonom und Begründer des Anarchokapitalismus
- Molinari, Guy (1928–2018), US-amerikanischer Politiker
- Molinari, Juan, uruguayischer Fußballspieler
- Molinari, Karl-Theodor (1915–1993), deutscher General
- Molinari, Lara (* 1970), italienische Comic-Zeichnerin
- Molinari, Leo (1827–1907), deutscher Kaufmann und Politiker (NLP), MdR
- Molinari, Leopold (1861–1954), österreichischer Politiker (CSP), Abgeordneter zum Nationalrat
- Molinari, Maurizio (* 1964), italienischer Journalist
- Molinari, Paolo (1924–2014), italienischer Jesuit und Theologe
- Molinari, Ricardo (1898–1996), argentinischer Schriftsteller
- Molinari, Riccardo (* 1983), italienischer Politiker
- Molinari, Simona (* 1983), italienische Pop- und Jazzmusikerin
- Molinari, Susan (* 1958), US-amerikanische Politikerin
- Molinari-Pradelli, Francesco (1911–1996), italienischer Dirigent
- Molinaro, Al (1919–2015), US-amerikanischer Film- und Fernsehschauspieler
- Molinaro, Cristian (* 1983), italienischer Fußballspieler
- Molinaro, Édouard (1928–2013), französischer Regisseur und DrehbuchautorÉdouard Molinaro (1928–2013)

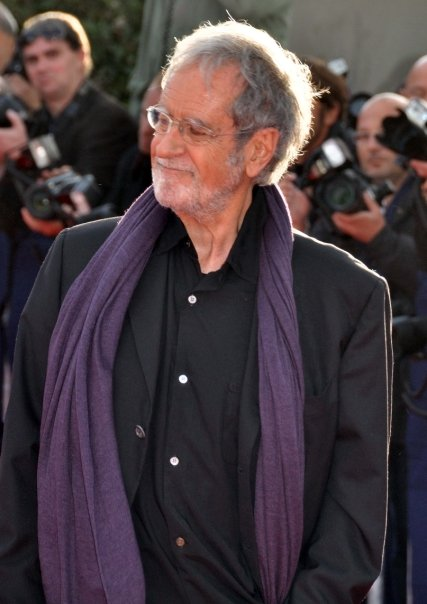
Édouard Molinaro (1928–2013)

- Molinaro, Eléonora (* 2000), luxemburgische Tennisspielerin
- Molinaro, Marc (* 1975), US-amerikanischer Politiker, Bürgermeister von Tivoli (1995–2001), seit 2012 County Executive des Dutchess County
- Molinaro, Martina (* 1994), italienische Fußballschiedsrichterin
- Molinaro, Melissa (* 1982), kanadisch-US-amerikanische Schauspielerin, Sängerin, Tänzerin und Model
- Molinaro, Roberto (* 1972), italienischer DJ und Musikproduzent
- Molinarolo, Elisa (* 1994), italienische Stabhochspringerin
- Molinas, Jack (1931–1975), US-amerikanischer Basketballspieler, Hauptfigur des NBA-Wettskandals
- Molinas, Osmar (* 1987), paraguayischer Fußballspieler
- Moliné Labarta, Jesús (* 1939), spanischer Geistlicher, emeritierter Bischof von Chiclayo
- Moline, Georganne (* 1990), US-amerikanische Leichtathletin
- Molineaux, Othello (* 1939), Steeldrumspieler aus Trinidad und Tobago
- Molineaux, Tom (1784–1818), englischer Boxer in der Bare-knuckle-Ära
- Molinelli, Nicolò, italienischer Pokerspieler
- Moliner Inglés, Ramiro (1941–2024), spanischer römisch-katholischer Geistlicher, Erzbischof und Diplomat
- Moliner, David (* 1991), spanischer Komponist und Perkussionist
- Moliner, Empar (* 1966), katalanische Schauspielerin; Kabarettistin, Journalistin und Schriftstellerin
- Moliner, María (1900–1981), spanische Bibliothekarin und Lexikografin
- Molineris, Jean-Luc (* 1950), französischer Radrennfahrer
- Molinéris, Pierre (1920–2009), französischer Radrennfahrer
- Molinero Calderón, Francisco (* 1985), spanischer Fußballspieler
- Molinero, Florencia (* 1988), argentinische Tennisspielerin
- Molinero, Valeria, argentinisch-US-amerikanische Chemikerin
- Molinès, Marcel (1928–2011), französischer Radrennfahrer
- Molinet, Jean (1435–1507), französischer Dichter, Chronist, Kleriker und franko-flämischer Komponist der Renaissance
- Molinetti, Armand (1913–1982), französischer Jazzmusiker (Schlagzeug)
- Molineux, Sophie (* 1998), australische Cricketspielerin
- Moling, Dominikus († 1761), ladinischer Barockbildhauer
- Moling, Maria, italienische Musikerin (Südtirol)
- Molingo Melo, Evan (* 1993), Schweizer Fußballspieler
- Molinié, Henri (1882–1918), französischer Hürdenläufer und Hochspringer
- Molinié, Jean Baptiste (1880–1971), französischer Generalmajor
- Molinier, Guilhem, okzitanischer Jurist und Dichter
- Molinier, Pierre (1900–1976), französischer Maler, Fotograf, Objektkünstler
- Molino Rojo, Antonio (1926–2011), spanischer Schauspieler
- Molino, Andrea (* 1964), italienischer Komponist und Dirigent
- Molino, Andreas (* 1963), deutscher Latinjazz-Perkussionist
- Molino, Francesco (1768–1847), italienischer Komponist und Gitarrist
- Molino, Kevin (* 1990), Fußballspieler aus Trinidad und Tobago
- Molino, Mariel (* 1992), US-amerikanische SchauspielerinMariel Molino (* 1992)

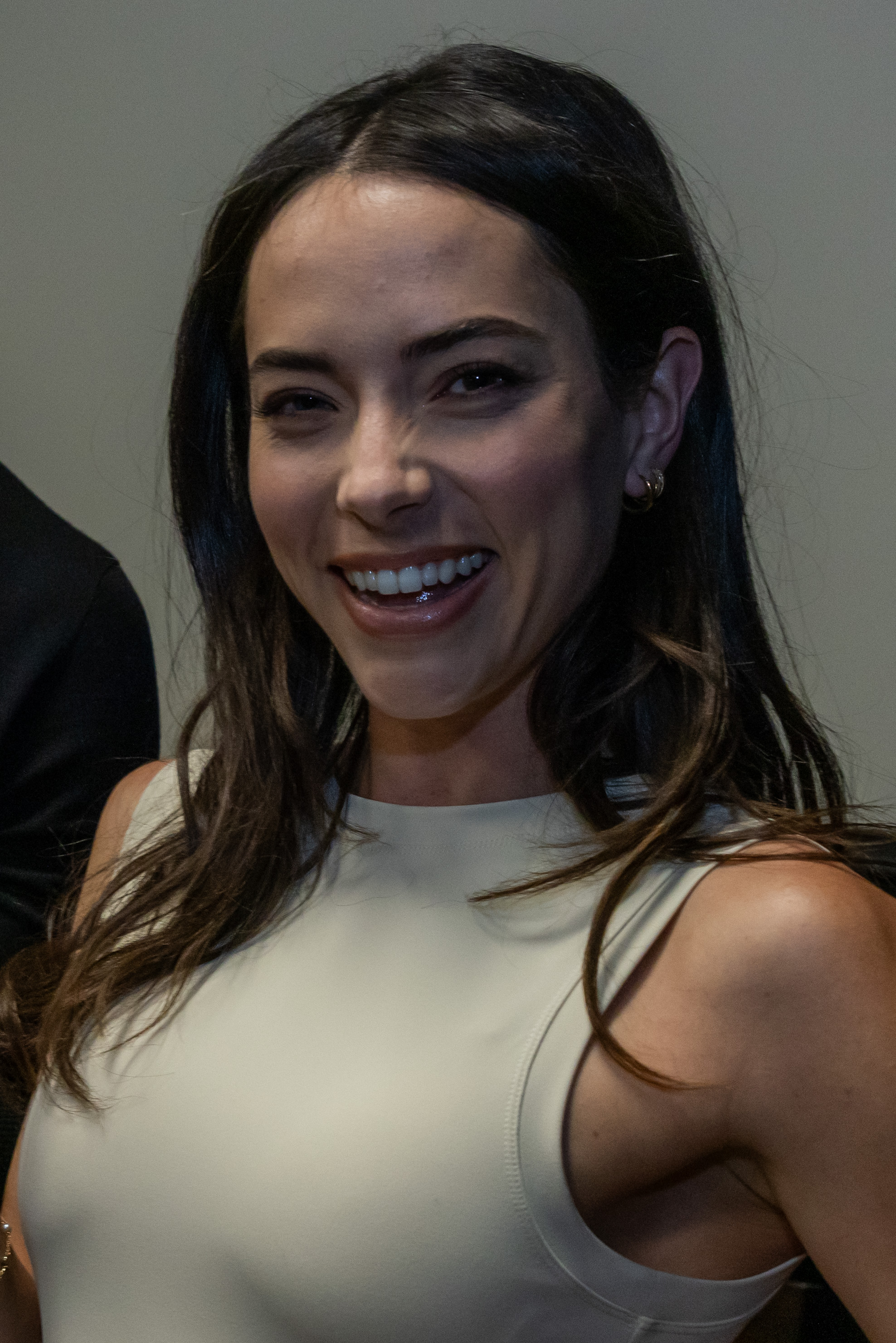
Mariel Molino (* 1992)

- Molino, Mario, italienischer Gitarrist und Komponist
- Molino, Walter (1915–1997), italienischer Comiczeichner und Illustrator
- Molinos del Campo, Francisco (* 1785), mexikanischer Botschafter
- Molinos, Miguel de (1628–1696), spanischer geistlicher Autor
- Molins, François (* 1953), französischer Jurist und Richter
- Molins, Guillermo (* 1988), schwedischer Fußballspieler
- Molíns, José (1933–2023), spanischer Leichtathlet und Olympiateilnehmer
- Molinski, Waldemar (* 1926), deutscher römisch-katholischer Priester und Theologe
- Molinuevo, José (1917–2002), spanischer Fußballspieler
- Molinus, Friedrich, herzoglicher Vogt für die Calenberger Neustadt vor Hannover

### Molio
- Molion, Luiz Carlos, brasilianischer Meteorologe

### Moliq
- Molique, Bernhard (1802–1869), deutscher Komponist und Violinist
- Molique, Ludwig (1815–1880), bayerischer Abgeordneter und Jurist

### Molis
- Molis, Ernst (1905–1977), deutscher Politiker (CDU), MdL
- Molis, Markus (* 1966), deutscher Biologe, Ökologe und Hochschullehrer
- Molisch, Hans (1856–1937), österreichischer Botaniker
- Molist, Jorge (* 1951), spanischer Ingenieur und Schriftsteller

### Molit
- Moliterni, Claude (1932–2009), französischer Comicautor
- Molitor von Mühlfeld, Joseph (1855–1890), deutscher Kunstmaler
- Molitor, Alexius (1730–1773), deutscher Augustiner-Pater und Komponist von Kirchenmusik
- Molitor, Alfons (1940–2011), deutscher Literat
- Molitor, Bruno (1927–2019), deutscher Ökonom
- Molitor, Christian (* 1965), deutscher Politiker (Bündnis 90/Die Grünen)
- Molitor, Erich (1886–1963), deutscher Jurist und Universitätsprofessor
- Molitor, Franz (1857–1929), deutscher Maler
- Molitor, Franz Joseph (1779–1860), deutscher Philosoph
- Molitor, Gabi (* 1962), deutsche Politikerin (FDP), MdB
- Molitor, Gabriel Jean Joseph (1770–1849), französischer General, Marschall und Pair von Frankreich
- Molitor, Hans (1895–1970), austroamerikanischer Pharmakologe
- Molitor, Hansgeorg (1939–2023), deutscher Historiker und Hochschullehrer
- Molitor, Hugo (1856–1921), deutscher Jurist und Präsident des Oberlandesgerichts Colmar
- Molitor, Jean (* 1960), deutscher Fotograf und Künstler
- Molitor, Johann (1576–1639), deutscher Propst
- Molitor, Joseph (* 1762), Oberbürgermeister von Düsseldorf
- Molitor, Jürgen, deutscher Basketballfunktionär und ehemaliger -spieler
- Molitor, Karl (1847–1924), deutscher Bibliothekar
- Molitor, Karl (1883–1953), Oberbürgermeister in Hanau
- Molitor, Karl (1920–2014), Schweizer Skirennfahrer
- Molitor, Karl (1928–2021), deutscher Jurist und Verbandspolitiker
- Molitor, Katharina (* 1983), deutsche Leichtathletin und VolleyballspielerinKatharina Molitor (* 1983)

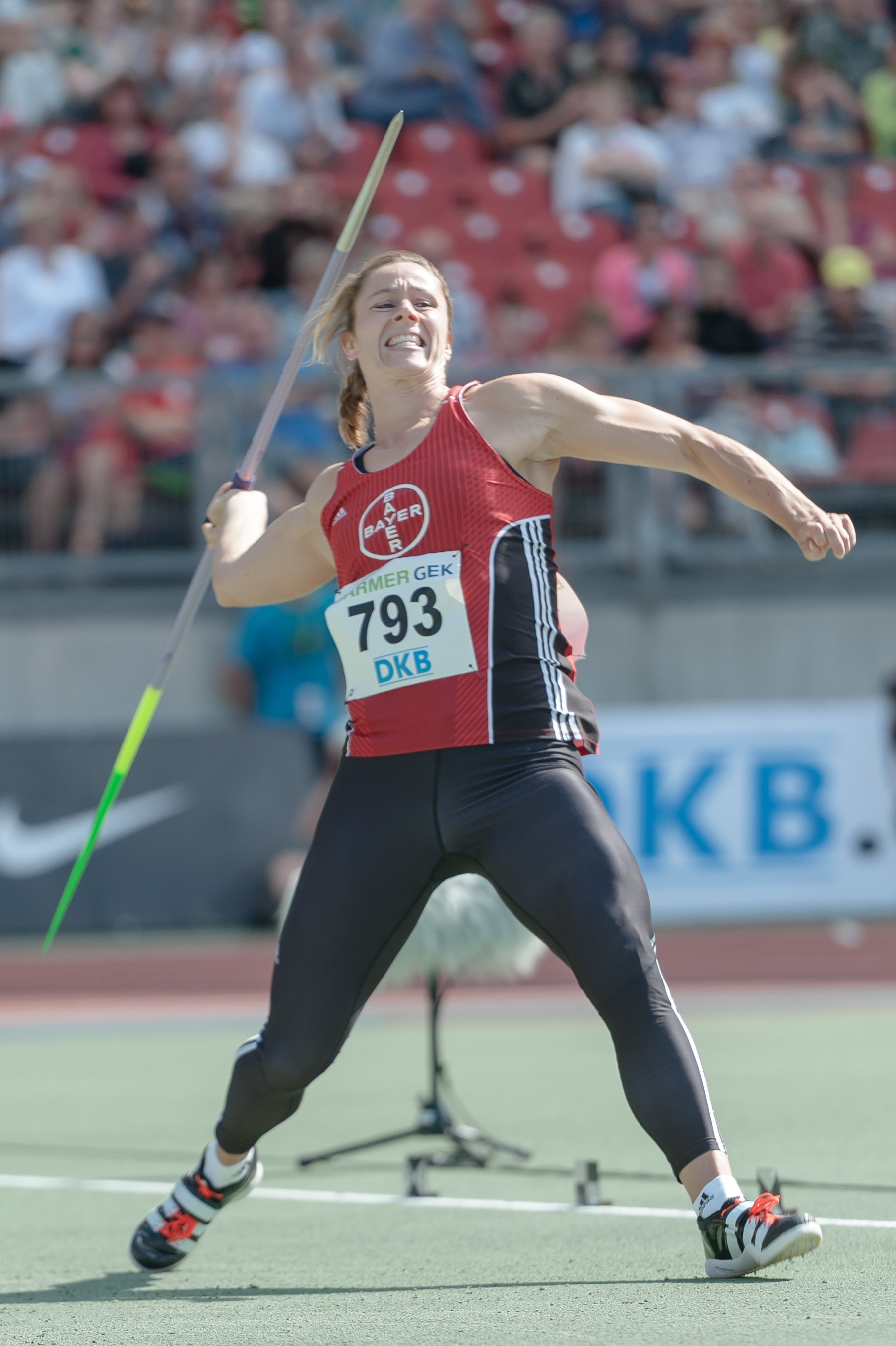
Katharina Molitor (* 1983)

- Molitor, Ludwig († 1683), Schweizer reformierter Geistlicher
- Molitor, Ludwig Alois (1817–1890), bayerischer Justizbeamter, Komponist, Heimatkundler und Buchautor
- Molitor, Marc (* 1949), französischer Fußballspieler
- Molitor, Markus (* 1964), deutscher Winzer
- Molitor, Martin (* 1966), deutscher Film- und Theaterschauspieler
- Molitor, Martin von (1759–1812), österreichischer Maler
- Molitor, Mathieu (1873–1929), deutscher Künstler des JugendstilsMathieu Molitor (1873–1929)

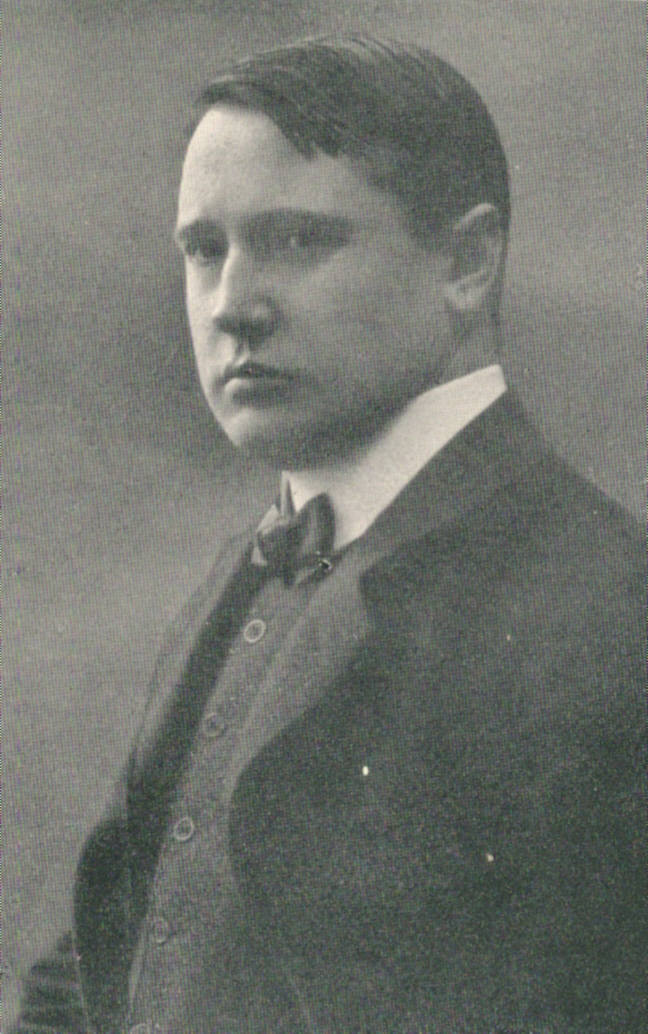
Mathieu Molitor (1873–1929)

- Molitor, Melanie (* 1957), Schweizer Tennistrainerin
- Molitor, Nikolaus III. (1600–1640), deutscher Benediktinerabt
- Molitor, Nikolaus Karl (1754–1826), deutscher Mediziner und Hochschullehrer
- Molitor, Norbert (* 1946), deutscher Blogger und Buchautor und Zeichner
- Molitor, Paul (* 1956), US-amerikanischer Baseballspieler
- Molitor, Paul (* 1959), deutscher Informatiker (Rechnerarchitektur)
- Molitor, Peter Joseph (1821–1898), deutscher Maler
- Molitor, Philipp Adolf Joseph (1752–1840), deutscher Politiker und Verwaltungsbeamter
- Molitor, Philippe (1869–1952), belgischer Generalleutnant
- Molitor, Raphael (1873–1948), deutscher Geistlicher, Benediktiner und Abt
- Molitor, Simon (1766–1848), deutscher Komponist der Klassik, Musikforscher und Beamter
- Molitor, Stephan, erster evangelischer Pfarrer und Superintendent in Gernrode
- Molitor, Stephan (1806–1873), deutsch-amerikanischer Journalist und Pionier der deutschen Presse in Cincinnati
- Molitor, Stephan (1955–2023), deutscher Historiker, Archivar und Hochschullehrer
- Molitor, Steve (* 1980), kanadischer Boxer im Superbantamgewicht
- Molitor, Tobias (* 1986), deutscher Grafiker, Siebdruck- und Konzeptkünstler
- Molitor, Ulrich (1442–1507), deutscher HexentheoretikerUlrich Molitor (1442–1507)

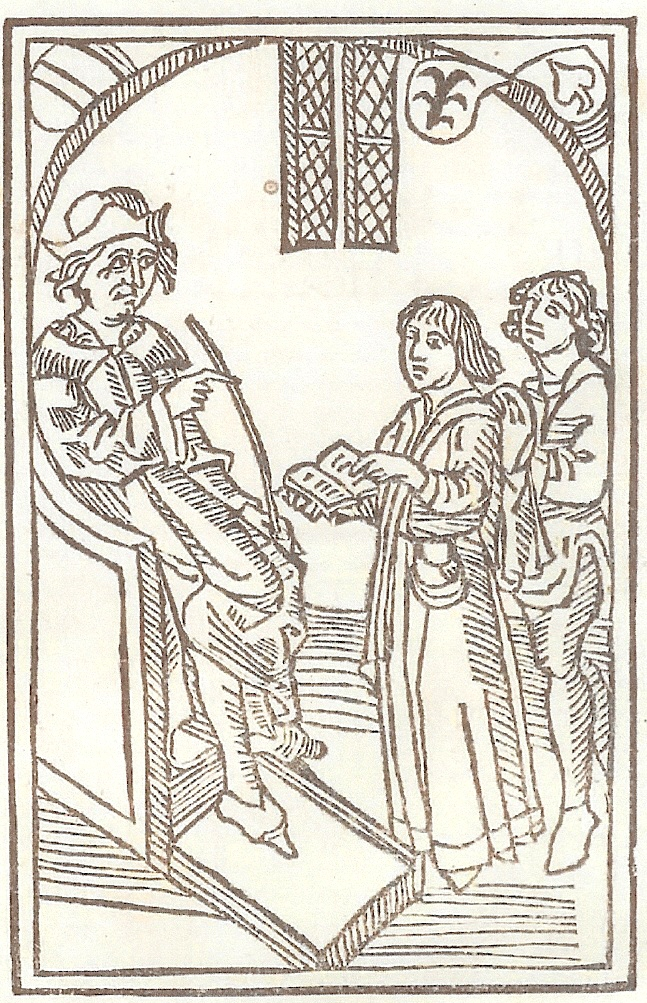
Ulrich Molitor (1442–1507)

- Molitor, Ursula (* 1947), deutsche Grafikerin und Lichtkünstlerin
- Molitor, Valentin (1637–1713), Komponist des Barock und Benediktiner
- Molitor, Wilhelm (1819–1880), deutscher Verwaltungsbeamter, Schriftsteller, Domkapitular in Speyer und Politiker, MdL
- Molitor, Willi (1902–1953), deutscher Gewerkschaftsfunktionär
- Molitoris, Angela (1912–2002), deutsche Wirtschaftswissenschaftlerin und Kanzlerin der TU München
- Molitoris, Caspar (1504–1571), deutscher Benediktinerabt und Historiker
- Molitoris, Hans (1874–1972), deutscher Rechtsmediziner und Hochschullehrer
- Molitoris, Jo (* 1966), österreichischer Kameramann
- Molitorisz, Manfred (* 1949), deutscher Schauspieler und Regisseur

### Moliy
- Moliy (* 2001), ghanaische Sängerin